# Croisilles (Calvados)
Croisilles és un municipi francès situat al departament de Calvados i a la regió de Normandia. L'any 2007 tenia 469 habitants.

## Demografia

### Població
El 2007 la població de fet de Croisilles era de 469 persones. Hi havia 164 famílies de les quals 36 eren unipersonals (16 homes vivint sols i 20 dones vivint soles), 40 parelles sense fills, 72 parelles amb fills i 16 famílies monoparentals amb fills.
La població ha evolucionat segons el següent gràfic:
Habitants censats

### Habitatges
El 2007 hi havia 191 habitatges, 168 eren l'habitatge principal de la família, 12 eren segones residències i 11 estaven desocupats. 182 eren cases i 9 eren apartaments. Dels 168 habitatges principals, 137 estaven ocupats pels seus propietaris, 29 estaven llogats i ocupats pels llogaters i 2 estaven cedits a títol gratuït; 9 tenien dues cambres, 15 en tenien tres, 39 en tenien quatre i 105 en tenien cinc o més. 148 habitatges disposaven pel capbaix d'una plaça de pàrquing. A 58 habitatges hi havia un automòbil i a 99 n'hi havia dos o més.

### Piràmide de població
La piràmide de població per edats i sexe el 2009 era:
| Homes | Edats   | Dones |
| ----- | ------- | ----- |
| 0     | 95 o +  | 0     |
| 4     | 90 a 94 | 0     |
| 0     | 85 a 89 | 8     |
| 0     | 80 a 84 | 16    |
| 0     | 75 a 79 | 4     |
| 8     | 70 a 74 | 4     |
| 8     | 65 a 69 | 8     |
| 12    | 60 a 64 | 12    |
| 4     | 55 a 59 | 8     |
| 8     | 50 a 54 | 16    |
| 24    | 45 a 49 | 16    |
| 16    | 40 a 44 | 4     |
| 20    | 35 a 39 | 20    |
| 12    | 30 a 34 | 20    |
| 12    | 25 a 29 | 8     |
| 4     | 20 a 24 | 0     |
| 8     | 15 a 19 | 8     |
| 24    | 10 a 14 | 32    |
| 20    | 5 a 9   | 24    |
| 12    | 0 a 4   | 8     |

## Economia
El 2007 la població en edat de treballar era de 288 persones, 216 eren actives i 72 eren inactives. De les 216 persones actives 205 estaven ocupades (116 homes i 89 dones) i 11 estaven aturades (4 homes i 7 dones). De les 72 persones inactives 17 estaven jubilades, 33 estaven estudiant i 22 estaven classificades com a «altres inactius».

### Ingressos
El 2009 a Croisilles hi havia 170 unitats fiscals que integraven 450 persones, la mediana anual d'ingressos fiscals per persona era de 16.213 €.

### Activitats econòmiques
Dels 18 establiments que hi havia el 2007, 5 eren d'empreses de construcció, 4 d'empreses de comerç i reparació d'automòbils, 4 d'empreses de transport, 1 d'una empresa d'hostatgeria i restauració, 1 d'una empresa financera, 1 d'una empresa immobiliària, 1 d'una entitat de l'administració pública i 1 d'una empresa classificada com a «altres activitats de serveis».
Dels 8 establiments de servei als particulars que hi havia el 2009, 1 era un taller de reparació d'automòbils i de material agrícola, 1 paleta, 1 guixaire pintor, 1 fusteria, 1 lampisteria, 1 electricista, 1 perruqueria i 1 restaurant.
L'any 2000 a Croisilles hi havia 16 explotacions agrícoles que ocupaven un total de 648 hectàrees.

## Poblacions més properes
El següent diagrama mostra les poblacions més properes.